# فرانك ديكر
فرانك ديكر (بالإنجليزية: Frank Decker)‏ هو لاعب كرة قاعدة أمريكي، ولد في 26 فبراير 1856 في سانت لويس في الولايات المتحدة، وتوفي بنفس المكان في 5 فبراير 1940.

## وصلات خارجية
- فرانك ديكر على موقعبيزبول رفرنس.كوم (الدوري الرئيسي) (الإنجليزية)